# Diccionario del guion audiovisual
El Diccionario del guion audiovisual es el diccionario dedicado al guion, escrito por los cineastas españoles Jesús Ramos Huete y Joan Marimón Padrosa. Publicado el año 2003. Su título original es Diccionario incompleto del guion audiovisual, aunque en el aparezcan referenciadas unas 3000 películas que incluyen largometrajes y cortometrajes, como Andrei Rublev, Titanic, The Matrix, Corazón salvaje, La ardilla roja, Arrebato, Midnight Cowboy, The Texas Chain Saw Massacre, Star Wars o capítulos de Los Simpson. Otras entradas abarcan definiciones de estilos, de argumentos universales y clasificación de estructuras dramáticas, tanto clásicas como consideradas como alternativas por los autores. Estudios de personajes con nombre propio (como Caperucita Roja o Hércules) o bien tipologías como los neuróticos en el audiovisual. Entradas técnicas (montaje, contrarreloj o tráiler), y algunas de invención como género poético-místico.
Libro que se fragua en los años de enseñanza de los autores en el ESCAC (Escuela de Cine de Barcelona), UIMP de Valencia, y el taller de guionistas de Barcelona. Si existiesen Óscar a libros, Winston Manrique en el diario El País, se lo otorgaría. Obtiene el premio especial a la difusión del guion por la asociación de guionistas de Cataluña en el 2004. Es un libro de consulta de las universidades de cine españolas y sudamericanas.